# Вовчанський заказник
Вовча́нський заказник — ботанічний заказник загальнодержавного значення в Україні. Один з об'єктів природно-заповідного фонду Харківської області, що охороняється як національне надбання, щодо якого встановлюється особливий режим охорони, відтворення і використання.

## Історія
Інформація про нинішній заказник здавна була відома далеко за межами України. 1929 року у журналі «Краеведение» (Ленінград) було опубліковано Перелік ділянок і окремих об'єктів природи, що потребують охорони, що містився на той час в картотеці Комісії з охорони природи, пам'яток мистецтва, побуту і старовини при Ленінградській групі Центрального Бюро Краєзнавства. Для друку витяг по всіх одиницях тодішнього СРСР підготував А. П. Васильківський. Інформація про крейдяні відслонення з Daphne sophia також включена до статті в переліку 250 найважливіших об'єктів природи, що потребують заповідання в СРСР. 
Заказник був створений Указом Президента України від 10.12.1994 № 750/94 з метою охорони реліктової флори і рослинності крейдяних відшарувань на правому березі річки Вовча (оголошено заповідним з 1977 р.).

## Розташування
Ботанічний заказник загальнодержавного значення «Вовчанський» розташований у північно-східній частині Харківської області у Вовчанському районі у заплаві річки Вовчої, лівобережної притоки Сіверського Дінця на крейдяних схилах крутого правого берега. Загальна площа заказника становить 185 га і включає сім невеликих ділянок в околицях сіл Землянки, Мала Вовча, Миколаївка, Волохівка, Нестерне, Охрімівка, Бочкове. 
Відповідно до геоботанічного районування територія заказника належить до Східно-Європейської лісостепової провінції, за місцем розташування і характеру флори — до Південного крейдяного району Середньоросійської височини.

## Рельєф
Рельєф місцевості сильно розчленований. Схили долини річки Вовчої є різко асиметричними. Правий схил досить крутий, з оголеннями крейдяних порід, перетнутий короткими, часто висячими балками і ярами. Відшарування крейди, що виходять на поверхню, неоднорідні і представлені крейдяним щебенем, мергелем і вапняками, рідше виступають у вигляді литої скелі з чистої крейди або великих опуклих «лобів». На вершинах і біля основи схили звичайно покриті опідзоленими ґрунтами різної товщини, в середній частині — чистою крейдяною крихтою, іноді слабо задернованою.

## Флора заказника
У флористичному відношенні найціннішими на території району є крейдяні і степові фітоценози з перевагою чебрецевих і чебрецево-ковилових асоціацій, лісонасадження сосни крейдової (Pinus sylvestris L. var. cretacea Kalenicz. ex Kom.), а також байрачні ліси.
До складу заказника входять сім невеликих ділянок унікальної крейдової та степової рослинності, серед якої значна кількість рідкісних, зникомих, ендемічних та реліктових видів. Тут зростають близько 500 видів трав'янистих рослин, 20 видів дерев і чагарників. 50 видів судинних рослин є рідкісними для Північного Сходу України, 10 — занесені до Червоної книги України. Серед них унікальна реліктова рослина вовчі ягоди Софії (Daphne sophia), яка зустрічається в Україні тільки у заказнику «Вовчанський». Охороняється тут і рідкісний, ендемічний, реліктовий вид басейну річки Дон переломник Козо-Полянського (Androsace koso-poljanskii Ovcz.)
На території ботанічного заказника «Вовчанський» також зростає 63 види лишайників, що належить до 35 родів, 18 родин та 8 порядків. Серед них червонокнижні види сквамарина щетиниста (Squamarina cartilaginea (With.) P.James in D.Hawksw. et al.) і лептогій Шредера (Leptogium schraderi (Ach.) Nyl.).
Заказник також є місцем поселення корисної ентомофауни.

## Галерея

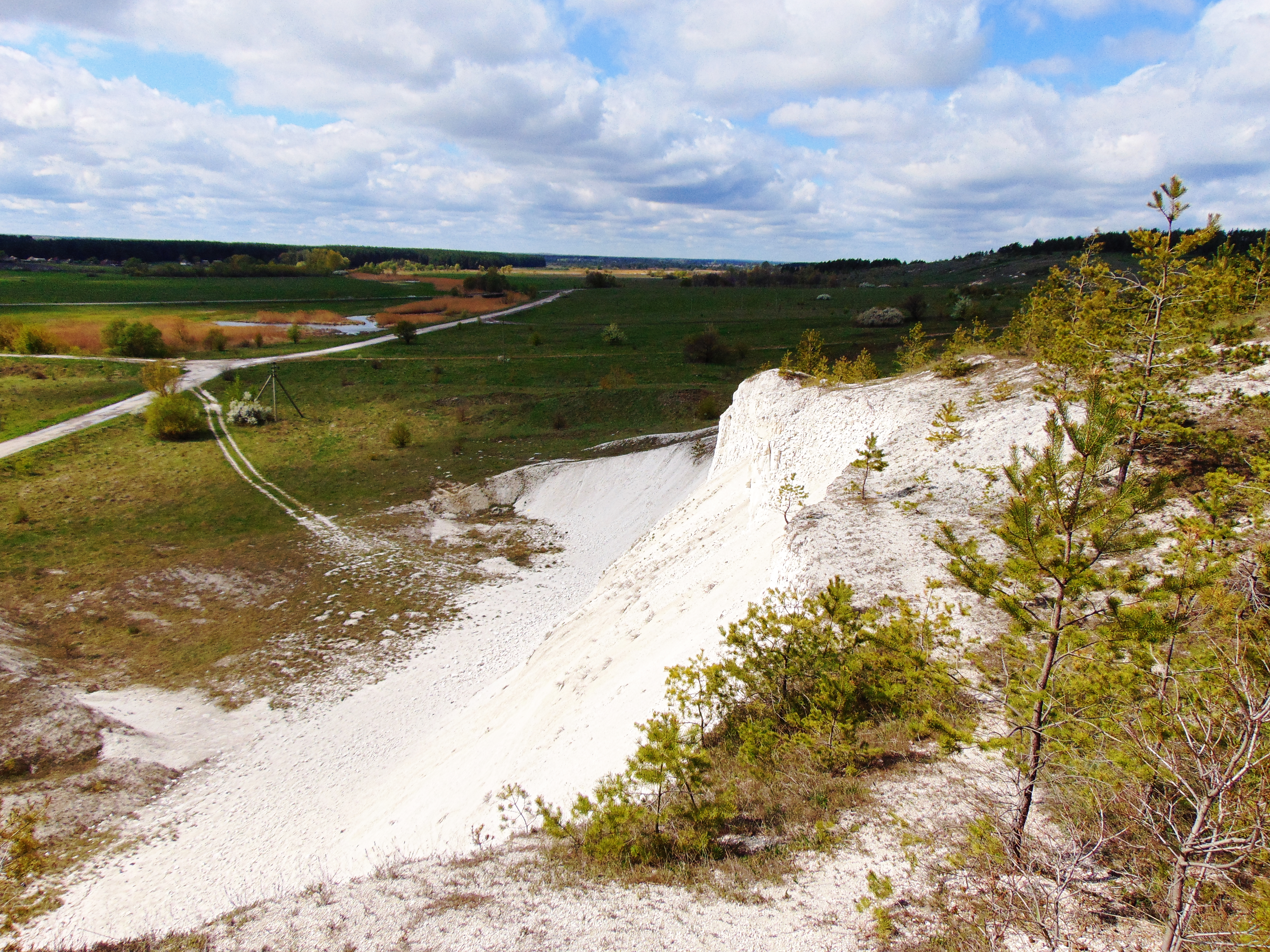
Вовчанскі крейдяні гори
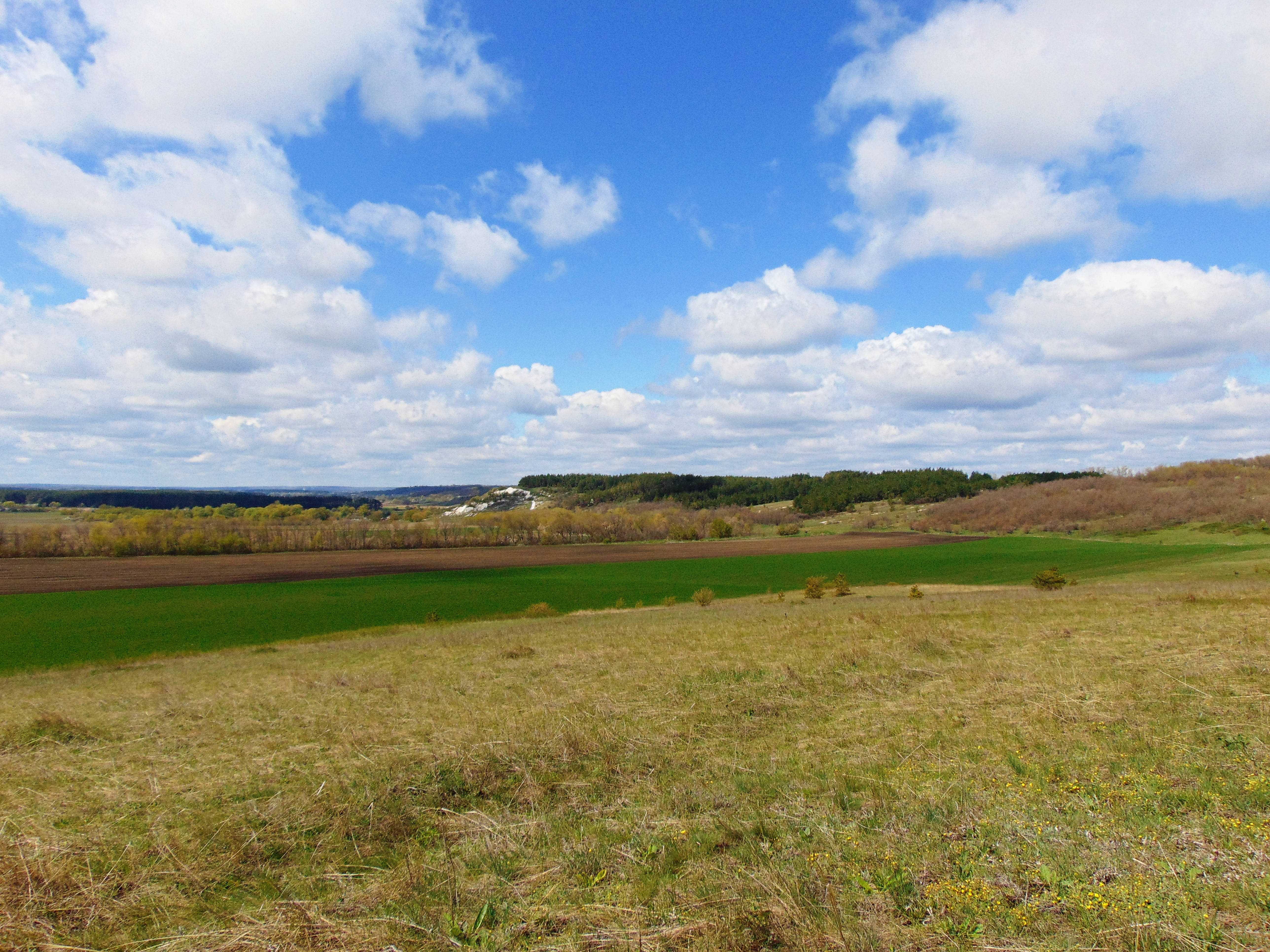
Вид на хутори
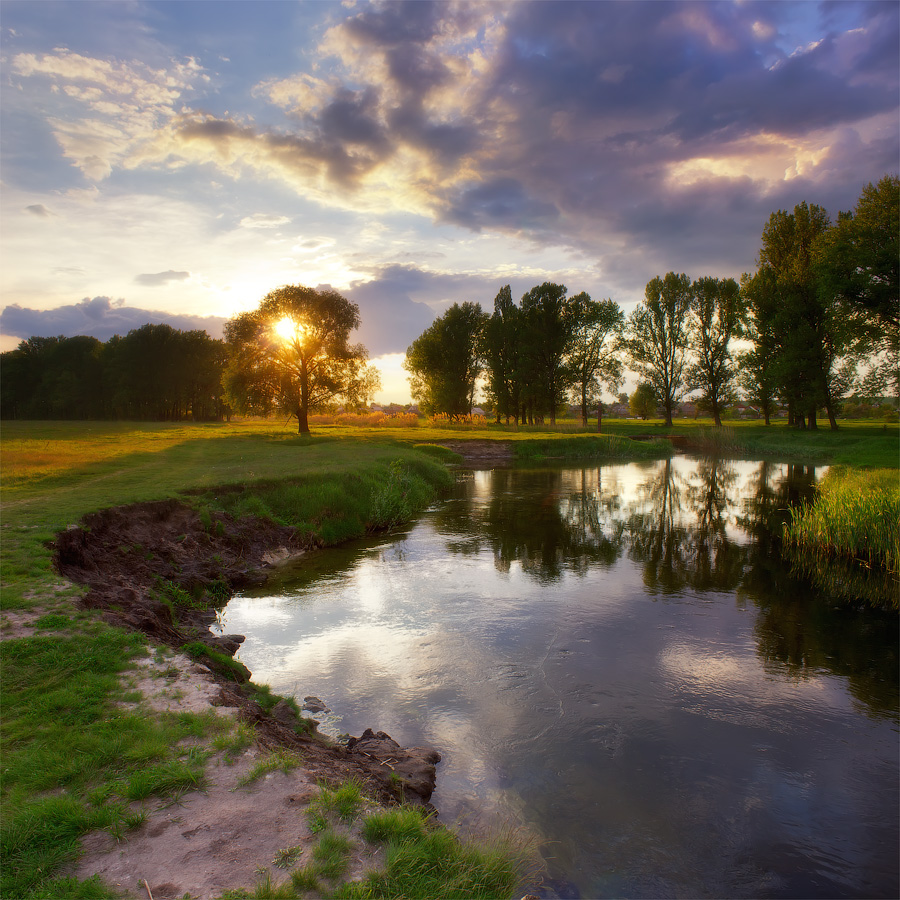
Річка Вовча
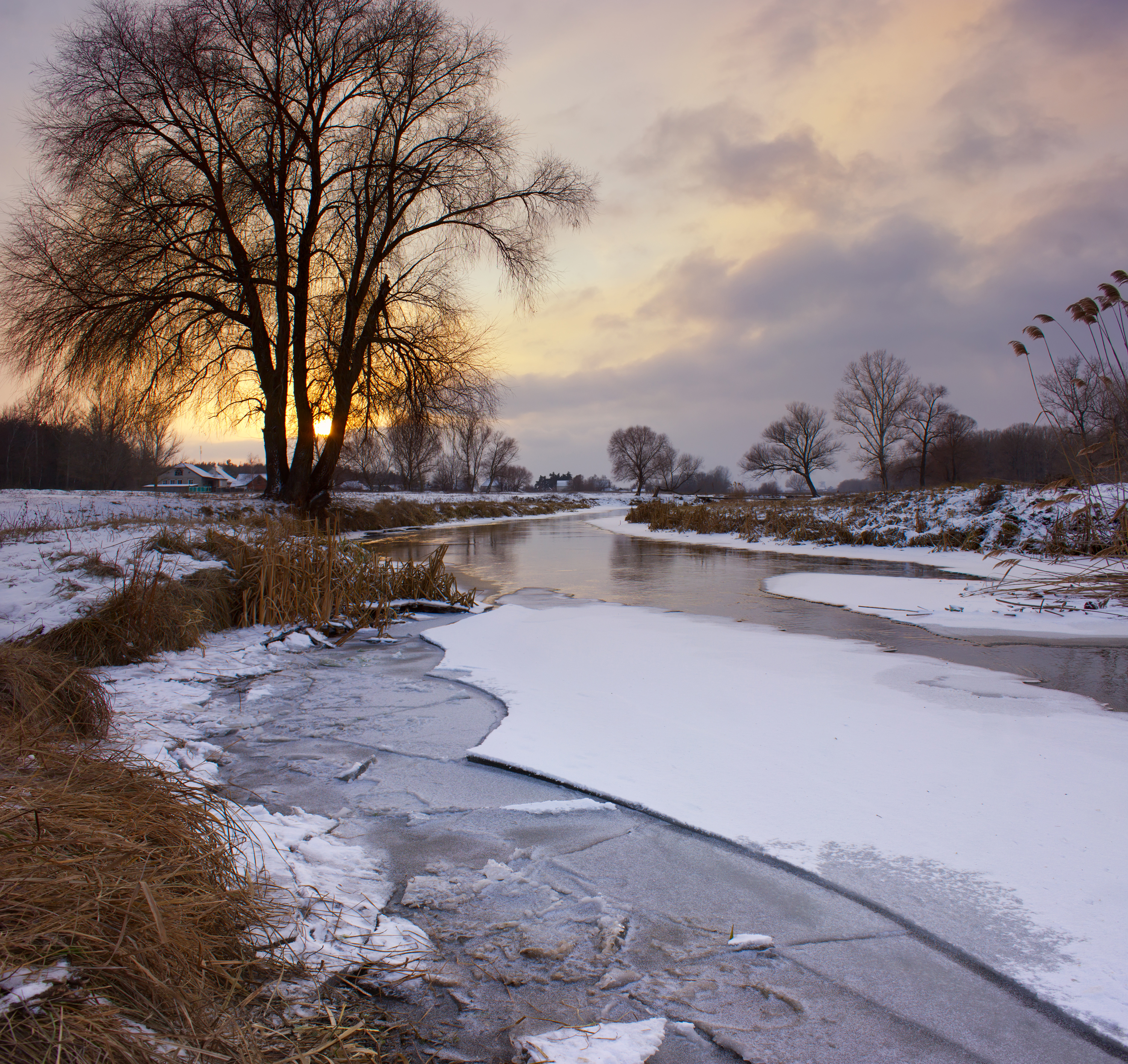
Річка Вовча взимку
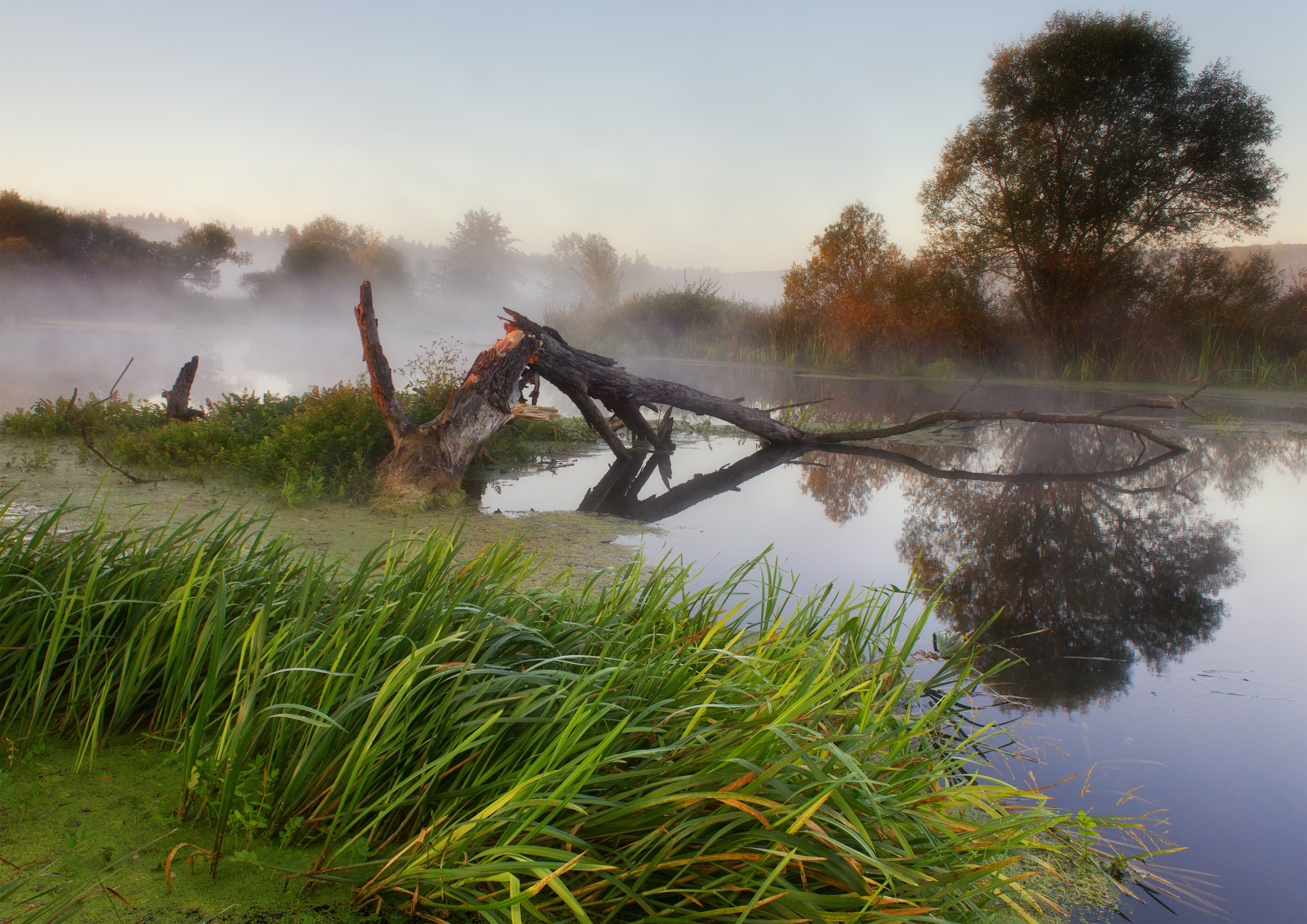
Туман на річці
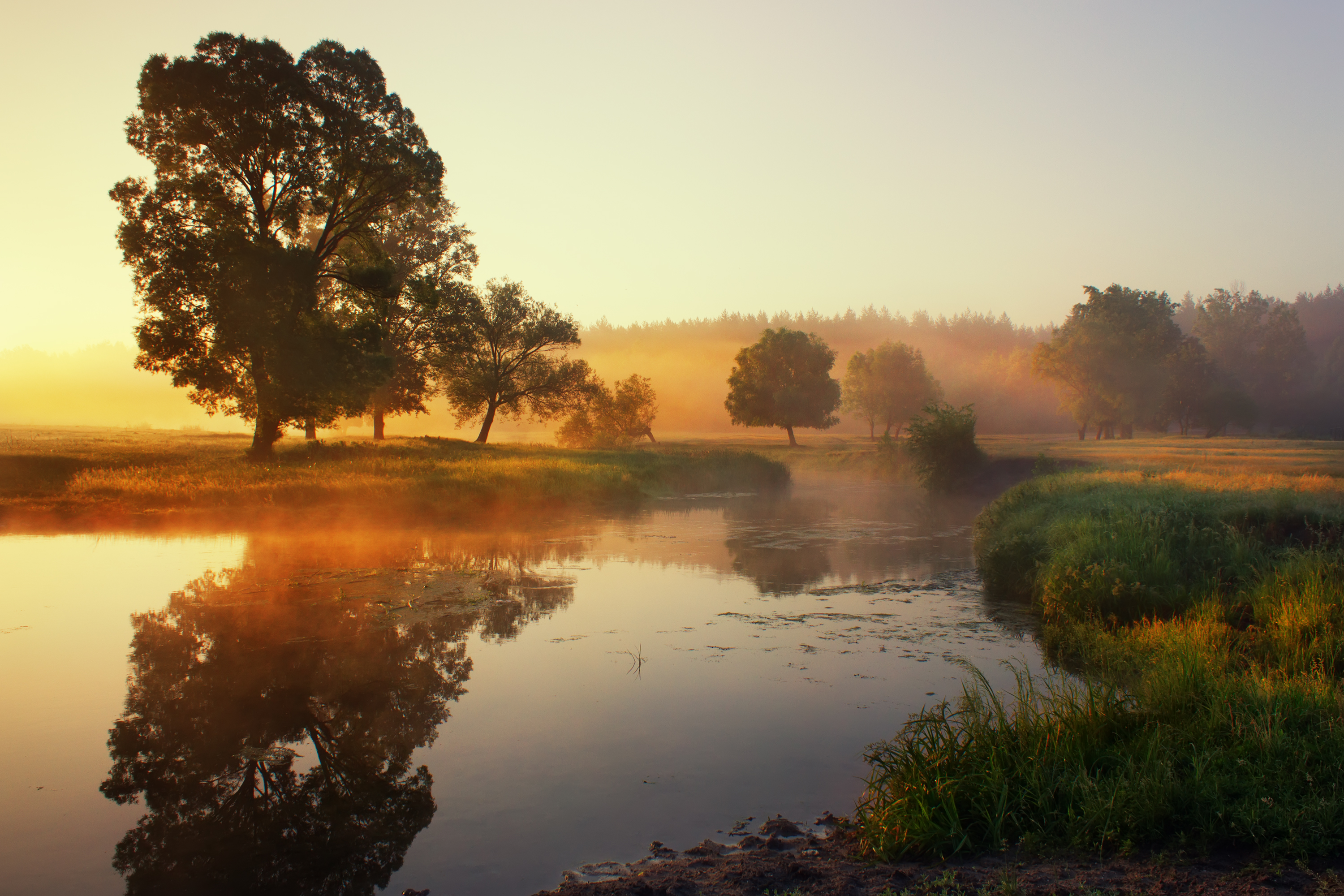
Ранок на річці Вовча
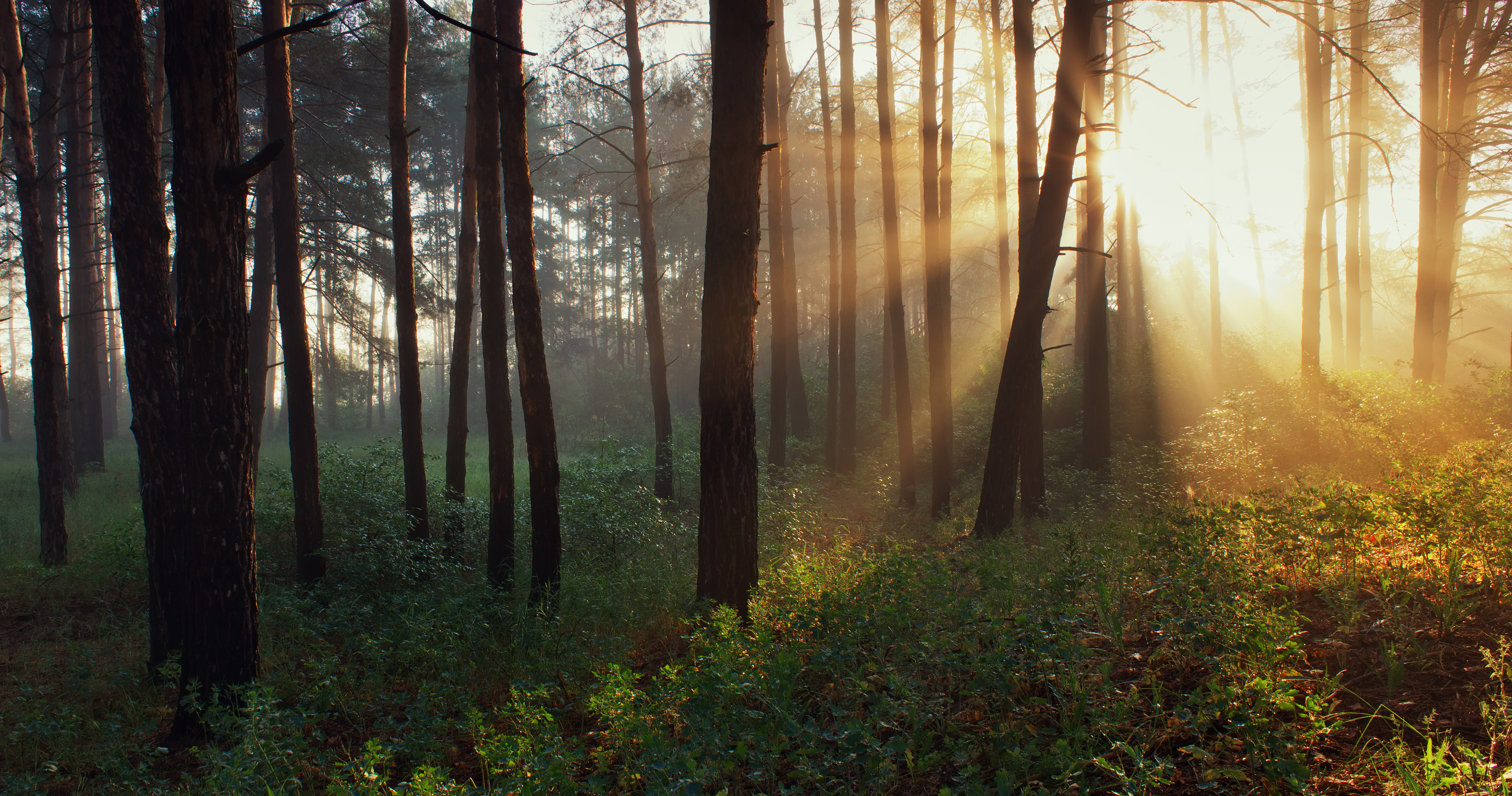
Вовчанський заказник